# Kote kei
Kote Kei (jap. コテ系) znana również jako Kote Kote Kei – to forma używana do opisania wszystkich klasycznych stylów visual kei oraz wczesnych zespołów lat 80. i 90. XX wieku.

## Historia
Kote kei było pierwotnie pod dużym wpływem stylu ubierania się amerykańskich greaserów i motocyklistów (japońskie ujęcie tych dwóch stylów, znane lepiej jako „Yankī”), połączone z glam rockiem, aby stworzyć naprawdę unikalny i wrogo nastawiony wygląd. Prekursorem tej wczesnej formy visual kei był nie kto inny jak X Japan, który stał się ikoną w kraju, podobnie jak inne zespoły metalowe wśród nich m.in. Tokyo Yankees, Dead End, D’erlanger czy Aion. Wspólną cechą tych wczesnych heavymetalowych zespołów visual kei było to, że większość z nich, choć nie wszystkie, grały agresywny i szybki speed lub thrash metal. Chociaż ten podgatunek visual kei jest obecnie uważany za „klasyczny”, jest kilka współczesnych zespołów, takich jak np. Sex Virgin Killer, który przyjął ten oldschoolowy styl. Kilka zespołów będących również częścią wspomnianej sceny, pragnęło wzbudzać wyłącznie kontrowersje, zamiast po prostu pójść w stronę bandyckiego wyglądu, który promowały inne zespoły. Niektóre z nich przyjmowały morderczy bądź brutalny wygląd, a inne satanistyczny wizerunek, jak na przykład zespół Bellzlleb. Na scenie pojawiła się również niewielka liczba grup speed i thrashmetalowych, które miały nazistowski wizerunek, jak Rommel, Rosenfeld, Mein Kampf czy Harkenkreuz. Ta ostatnia grupa została stworzona wyłącznie po to, aby szokować, a ich działania i teksty były dalekie od antysemityzmu, mimo że wiele z tych zespołów było niezwykle utalentowanych, nie udało im się przetrwać.

## Moda
W przypadku mody termin ten może być używany do opisania wczesnych stylów zespołów, które są uważane za „klasyki” w kręgach visual kei pod względem mody. Istnieją jednak pewne cechy wspólne, takie jak wymyślne fryzury często w jaskrawych kolorach i ciemny makijaż, gorsety czy rajstopy, a także wszystko, co wykonane z winylu lub skóry, czarne stroje, emaliowane akcesoria jak również wysokie buty na platformie. Jako przykład można podać styl zespołów takich jak Malice Mizer, D, wczesny Dir En Grey czy Phantasmagoria. Wiele z tych klasycznych stylów jest znacznie bardziej stonowanych niż zwykłe style visual kei a inne bardziej przypominają glam rock lat 80., a jeszcze inne style punkowe.